# Linganore-Bartonsville (Maryland)
Linganore-Bartonsville es un lugar designado por el censo ubicada en el condado de Frederick en el estado estadounidense de Maryland. En el año 2010 tenía una población de 9994 habitantes y una densidad poblacional de 235,15 personas por km².

## Geografía
Linganore-Bartonsville se encuentra ubicado en las coordenadas 
39°24′31″N 77°19′26″O / 39.40861, -77.32389.

## Demografía
Según la Oficina del Censo en 2000 los ingresos medios por hogar en la localidad eran de $76.842 y los ingresos medios por familia eran $80.523. Los hombres tenían unos ingresos medios de $56.037 frente a los $36.891 para las mujeres. La renta per cápita para la localidad era de $29.390. Alrededor del 2,5% de la población estaba por debajo del umbral de pobreza.